# Libertad bajo palabra (película de 1961)
 Libertad bajo palabra  es una película en blanco y negro de Argentina dirigida por Alfredo Bettanín sobre su propio guion escrito en colaboración con Hugo Moser, Isaac Aisemberg y Federico Guillermo Pedrido según una idea de Nathán Pinzón que se estrenó el 23 de noviembre de 1961 y que tuvo como protagonistas a Ubaldo Martínez, Enrique Fava, Lautaro Murúa y María Aurelia Bisutti. La coreografía estuvo a cargo de Otto Weber.Fue la única película dirigida por el periodista y dibujante Alfredo Bettanín.

## Sinopsis
Por buena conducta cuatro presos salen en libertad por 24 horas.

## Reparto
- Ubaldo Martínez … Julio
- Enrique Fava
- Lautaro Murúa … Ernesto
- María Aurelia Bisutti … Ana María
- Raúl Parini … Raúl Vega
- Marcela López Rey
- Zoe Ducós … Mujer embarazada
- Inés Moreno … Lucy
- Enrique Chaico … Padre de Julio
- Lola Palombo … Teresa
- Mariquita Gallegos … Vendedora 1 juguetería
- Nelly Beltrán … Vendedora 2 juguetería
- Rodolfo Abate … Hijo de Julio
- Salvador Fortuna … Amigo 1 de Julio
- Hugo Caprera … Oficial de justicia
- Mario Savino … Amigo 2 de Julio
- Eduardo Humberto Nóbili … Médico 1
- Manuel Rodríguez Cordero
- Claudio Lucero … Hombre en departamento de Julio
- María Esther Rodrigo
- Mario Ponce de León
- Pablo Cumo … Salvador Santos
- Armando Lopardo … Médico 2
- Alberto Pentrelli hijo de Julio. (Ubaldo Martínez)
- Alexa Bonomi
- Enrique Ferraro
- Mario Campodónico
- Emilio Durante
- Emilio Grey
- Elvira Pardo
- José Del Vecchio
- Reggie Mitchell
- Amelia De Gracia
- Julio Giangrande
- César Bertrand … Hombre en teatro
- María Esther Corán … Mujer en departamento de Julio

## Comentarios
Jorge Miguel Couselo opinó sobre el filme en Correo de la Tarde:

”Film desigual, el primero de un nuevo realizador….La película es contradictoria. Formal o artesanalmente resulta difícil rastrear la huella del director debutante.”

En la nota firmada como M.L. en La Prensa se dijo:

”Llena de elementos contradictorios que deja al espectador la sensación de que en su realización han intervenido varios conductores.”

Por su parte Antonio Salgado escribió en la revista Tiempo de Cine:

”La acción acumula hechos sin hacer crecer emoción: tiende a la pura aventura externa. Es muy esquemática la personalidad de un protagonista que es aparentemente inmune a cuanto peligro enfrenta.”